# لورونس ونسان لاپوئنت
لورونس ونسان لاپوئنت (فرانسوی: Laurence Vincent Lapointe‎؛ زادهٔ ۲۷ مهٔ ۱۹۹۲) قایقران کانو اهل کانادا است.
وی در مسابقات کشوری و بین‌المللی در مجموع برندهٔ ۱۳ مدال طلا شده‌است.